# مائوریثیو ماگدالنو
مائوریثیو ماگدالنو (اسپانیایی: Mauricio Magdaleno‎؛ ۱۳ مه ۱۹۰۶ – ۳۰ ژوئن ۱۹۸۶) نویسنده روزنامه‌نگار، کارگردان فیلم و سیاستمدار اهل مکزیک بود.
از فیلم‌هایی که وی در آن‌ها نقش داشته است، می‌توان به میشل استروگف و سه همسر بی‌نقص اشاره نمود.